# Chaetura martinica
Chaetura martinica е вид птица от семейство Бързолетови (Apodidae).

## Разпространение
Видът е разпространен в Антигуа и Барбуда, Барбадос, Гваделупа, Доминика, Мартиника, Монсерат, Сейнт Китс и Невис, Сейнт Лусия и Сейнт Винсент и Гренадини.